# Chris Bond
Chris Bond, OAM (nascido em 28 de maio de 1986) é um atleta paralímpico australiano que compete na modalidade rugby em cadeira de rodas. Conquistou a medalha de ouro nos Jogos Paralímpicos de Verão de 2016 no Rio de Janeiro, após derrotar a equipe norte-americana de rugby em cadeira de rodas por 59 a 58 na final, realizada na Arena Carioca 1. Também foi medalhista de ouro nas Paralimpíadas de Londres 2012.